# Рецепт
Реце́пт (від лат. recepthum — отримане, лат. recipio — приймаю, одержую) — письмове/електронне звернення лікаря або фельдшера до працівників аптек про виготовлення і продаж ліків або виробів медичного призначення, яке також містить вказівки для пацієнта, як ними користуватися.
Позначається також символами ℞ чи Rx.

## Історичні відомості
У давнину рецепти називали лат. Formula remediorum (від лат. remedium — лікарський засіб), тобто «припис (формула) лікарського засобу», або лат. Formula medicinalis (лат. medicine — медицина), тобто «припис (формула) лікарський».
Перший відомий рецепт з відбитком печатки лікаря — глиняна табличка, був знайдений в околицях сучасного Багдаду, а складений наприкінці ІІІ тис. до н. е.[джерело?] Натепер відомо біля 10 староєгипетських папірусів з медичними текстами (найвідоміші — папірус Еберса і папірус Едвіна Сміта), в яких надано інструкції щодо виготовлення та способу застосування ліків (XVI століттям до н. е.). Довгий час професія лікаря та аптекаря була єдина, лікарі готували лікарські засоби самостійно.
У римському праві слово «рецепт» означало — неформальний договір, що користується юридичним захистом.[джерело?] Згодом термін ввійшов у медицину та став означати письмове доручення аптекарю про виготовлення і відпуск ліків з вказівкою хворому, як їх приймати.
Відомо, що перші аптеки в Європі були відкрити при монастирях. Ліки виготовлялися із рослин, видавалися безкоштовно усім нужденним за рецептом, який починався зі слів: «Cum Deo!» — «З Богом». Перші аптеки на території сучасної України відкрилися в за часів Речі Посполитої.[джерело?]
Було обов'язковим правилом виписувати рецепти чорнилом або чорнильним олівцем. Наприклад, у Німеччині, рецепти, що були написані звичайним олівцем лише в надзвичайному випадку, мали законну силу лише кілька днів. Якщо лікар робив виправлення, він мав підтвердити їх своїм прізвищем. Іноді в рецепті вказувалось місце перебування хворого та лікаря.[джерело?]
Остаточно стиль і структура рецепту сформувалися в ХХ сторіччі.

## Функції рецепту
- Медична[2] — є медичним документом, якій заповнюють за визначеною формою і правилами при наявності відповідних показань на спеціальному бланку. Обов'язково робиться запис про призначення лікарських засобів чи медичних виробів в медичній документації (медична карта амбулаторного чи стаціонарного хворого). При виписуванні рецептів використовують терміни та загальноприйняті світові норми медичної і фармацевтичної практики згідно положення чинного законодавства України.
- Юридична[2] — також є юридичним документом, оскільки дозволяє перевірити правильність призначення та виготовлення ліків. Медичний працівник несе відповідальність за призначення хворому ліків та додержання правил виписування рецептів згідно із законодавством України.
- Технологічна —  містить дані про активні (інколи допоміжні) речовини та вказівку щодо лікарської форми, способу приготування і використання.
- Економічна — у випадках відпуску ліків або медичних виробів безкоштовно або з частковою оплатою, рецепт є обліково-фінансовим документом і становить основу для розрахунків між аптекою і відповідним суб'єктом. На основі статистичного обліку, відомості використовуються при економічному аналізі ефективності роботи аптеки, розрахунках тарифів, витрат допоміжних речовин та матеріалів, закупок товарів тощо.
- Соціальна — є підтвердженням надання лікарської і фармацевтичної допомоги громадянам, яка повинна бути кваліфікованою, повноцінною, своєчасною.

## Нормативні документи
У кожній країні є свій перелік препаратів, що продають, за рецептом або без рецепту.

### В Україні
Основним регламентувальним документом в Україні щодо правил виписки рецептів, відпуску ліків з аптек, а також обліку, зберігання і знищення рецептурних бланків — є Наказ МОЗ України від 19.07.2005  № 360 «Про затвердження Правил виписування рецептів на лікарські засоби і вироби медичного призначення, Порядку відпуску лікарських засобів і виробів медичного призначення з аптек та їх структурних підрозділів, Інструкції про порядок зберігання, обліку та знищення рецептурних бланків» зі змінами та доповненнями (далі — Наказ 360).
Понад 30 змін та доповнень до Наказу 360, затверджено Наказами МОЗ України, тільки впродовж 2022 року:
- Наказ МОЗ країни від 03.02.2022  № 218[3]"Про затвердження Змін до деяких нормативно-правових актів Міністерства охорони здоров'я України"
- Наказ МОЗ України від 18.03.2022  № 500[4] «Про внесення змін до наказу Міністерства охорони здоров'я України від 19 липня 2005 року № 360»
- Наказ МОЗ України від 03.05.2022  № 727[5] Про затвердження Змін до деяких нормативно-правових актів Міністерства охорони здоров'я України щодо забезпечення функціонування сфери охорони здоров'я у період воєнного стану"
- Наказ МОЗ України від 21.07.2022  № 1284[6] «Про затвердження Змін до деяких нормативно-правових актів Міністерства охорони здоров'я України»

Внесення змін та доповнень до Наказу 360, відповідно, змін правил виписування рецептів на лікарські засоби і вироби медичного призначення та правил відпуску лікарських засобів і виробів медичного призначення з аптек та їх структурних підрозділів, пов'язані з впровадженням в Україні Урядової програми «Доступні ліки», інформатизацією медичної галузі, необхідністю забезпечення населення лікарськими засобами у період воєнного стану.

## Хто має право виписувати рецепт
Рецепти виписуються лікарями згідно із лікарськими спеціальностями, за якими провадиться медична практика відповідно до отриманої ліцензії, та лікарських посад. Рецепти на лікарські засоби, вироби медичного призначення, які відпускаються на пільгових умовах, безоплатно чи з доплатою або вартість яких підлягає державному відшкодуванню (повністю або частково), дозволяється виписувати медичним працівникам суб'єктів господарювання, які провадять медичну практику, за узгодженням зі структурними підрозділами охорони здоров'я місцевих державних адміністрацій.
Фельдшери закладів охорони здоров'я незалежно від форм власності та підпорядкування мають право виписувати рецепти хворим із затяжними і хронічними захворюваннями у разі продовження лікуючим лікарем курсу лікування.

## Види рецептів
Законодавчо в Україні ліки розподіляються на препарати, які відпускаються за рецептами та без рецепта, а також медикаменти, що відпускаються за рецептами і мають обмежені умови застосування. Це ліки, що призначені для застосування в умовах стаціонару, застосовуються для лікування захворювань, діагноз яких може бути встановлений в умовах стаціонару або в закладах, що мають необхідне діагностичне устаткування, а також лікарські препарати, призначені для амбулаторного лікування, але застосування яких може призвести до серйозних побічних ефектів. Якщо пацієнт має право на отримання безрецептурного лікарського засобу або медичного виробу безоплатно чи на пільгових умовах — відпуск із аптеки здійснюється лише при наявності рецепту з відповідною позначкою.
Існують наступні види рецептів:
За способом виготовлення ліків:
- Магістральний (лат. magister — вчитель, наставник) — виготовляються за рецептами, складеними самим лікарем.
- Офіцинальний (лат. officina — майстерня, аптека) — виписуються на лікарські засоби певного складу і способу виготовлення, зазначені у Державній фармакопеї.[7]

За складом:
- Простий — на одну лікарську речовину.
- Складний — якщо ліки, що треба виготовити, складаються з двох і більше інгредієнтів.

За формою:
- Паперовий варіант — виписується на рецептурному бланку.
- Електронний рецепт — створюється, зберігається та передається через медичну інформаційну (інформаційно-телекомунікаційну) систему.

Доступ до інформаційно-телекомунікаційної системи надається уповноваженим медичним працівникам, що мають право виписки рецептів і уповноваженим особам аптек, що здійснюють відпуск лікарського засобу за електронним рецептом відповідно до вимог чинного законодавства у сфері електронного документообігу, електронного цифрового підпису та захисту інформації в інформаційно-телекомунікаційних системах. За згодою пацієнта суб'єкт господарювання може надавати йому додаткові послуги (сервіси), пов'язані із виписуванням електронного рецепта (повідомлення номера рецепта через засоби мобільного зв'язку, на електронну адресу тощо).
Електронний рецепт — це  цифровий аналог паперового рецепту, який створюється, зберігається і передається з використанням медичної інформаційної системи в електронній системі охорони здоров'я (ЕСОЗ). 
Електронний рецепт може виписати не лише лікар, з яким пацієнт уклав декларацію, а й лікар-спеціаліст. 
Електронний рецепт підписується електронним цифровим підписом з використанням посиленого сертифіката відкритого ключа за допомогою надійного засобу електронного цифрового підпису. Візуальною формою електронного рецепта є відображення даних, які він містить, електронними засобами або на папері у формі, придатній для сприйняття його змісту людиною. Така роздруківка може бути створена і передана пацієнтові за його бажанням. Рецепт, що створено комп'ютерним набором, який було роздруковано та підписано власноруч чи за допомогою факсиміле, не вважається електронним рецептом.

## Види рецептурних бланків
Наказом № 360 затверджено форму № 1, форму № 3. Форму № 2 скасовано (виписувалась як форма, що дублювала форму № 3 в разі права хворого отримати наркотичні (психотропні) лікарські засоби на пільгових умовах).
На рецептурних бланках виписуються рецепти:
- форма № 1 — на лікарські засоби, крім наркотичних (психотропних), і вироби медичного призначення. Дійсна впродовж одного місяця з дня виписування. На формі № 1 дозволяється виписувати не більше трьох найменувань лікарських засобів. Лише одне найменування лікарського засобу виписується пільговим категоріям населення, в разі виписки лікарських засобів, вартість яких підлягає державному відшкодуванню, та коли форма № 1 виписується одночасно з формою № 3.
- форма № 3 — на наркотичні (психотропні) лікарські засоби в чистому вигляді або в суміші з індиферентними речовинами. Дійсна впродовж  десяти днів з дня виписування.

Термін дії електронного рецепта відповідає терміну дії рецепта, виписаного на рецептурному бланку форми № 1 та рецептурному бланку форми № 3 відповідно.
Бланки форми № 3 виготовляються на папері рожевого кольору розміром 75 × 120 мм, мають наскрізну нумерацію. Контроль за їх обліком та використанням покладається на призначену відповідальну особу в закладі охорони здоров'я. У разі права хворого отримання на пільгових умовах наркотичних (психотропних) лікарських засобів, рецепти виписуються одночасно на бланках форми № 1 та форми № 3, інших лікарських засобів — на пільгових умовах, з доплатою чи безоплатно, форма № 1 виписується у 2-х примірниках.

## Структура рецепта
Якщо рецепт був виписаний з порушенням правил, затверджених Наказом № 360, керівник закладу охорони здоров'я або фізична особа — підприємець, що провадить господарську діяльність з медичної практики, зобов'язані забезпечити своєчасне виписування нового рецепта для хворого. Правила виписки рецепта передбачають дотримуватись наступної послідовності:[джерело?]
1. Inscriptio (лат.- адреса) — інформація про заклад охорони здоров'я (ЗОЗ), категорію відпуску лікарського засобу або медичного виробу, відомості про пацієнта та лікаря, назви лікарських засобів із зазначенням форм випуску та виписаної кількості лікарських засобів, номер бланка друкарським способом, номер рецепта, дата виписування (число, місяць, рік), спосіб оплати («За повну вартість», «безоплатно», «з доплатою»), «джерело фінансування», номер страхового поліса (за наявності), уточнювальна інформація щодо графи «Джерело фінансування». У медичному закладі, лікар якого виписав рецепт, залишається частина бланка форми № 1 вище лінії відрізу.
2. Praepositio — звернення лікаря до працівника аптеки за допомогою слова recipe (візьми), яке прийнято писати скорочено: Rp.:
3. Designatio materiarum (лат.- позначення матеріалів) — перелік лікарських речовин, що мають бути використані для приготування ліків або використовуються при промисловому виробництві, їх кількість в лікарському засобі. Вказується міжнародна непатентована назва лікарського засобу, торговельна назва — якщо лікарський засіб не має міжнародної непатентованої назви, належить до лікарських засобів біологічного походження або подібних біологічних лікарських засобів (біосимілярів).
4. Subscriptio — інструкція лікаря аптекарю щодо способу виготовлення лікарського засобу і конкретна вказівка, скільки лікарського засобу або кількість доз (для дозованих форм) потрібно видати пацієнтові. Наприклад: Dentur (Da) tales doses numero 10 (D.t.d. N. 10) (Дай таких доз кількістю 10).
5. Signatura (лат.- позначення) — рекомендації пацієнтові, як саме, в якій дозі, з якою періодичністю, в якій час та за яких умов потрібно використовувати лікарський засіб.
Рецепт завіряється підписом та особистою печаткою лікаря. Designatio materiarum і Subscriptio виписуються латинською, або англійською, або українською мовою. Signatura - державною мовою або мовою міжнаціонального спілкування. Позначки «Хронічно хворому», «За спеціальним призначенням» на паперових рецептурних бланках додатково засвідчуються підписом та печаткою лікаря.

## Забороняється
- Нанесення на рецептурний бланк будь-якої інформації (у тому числі й рекламної), за винятком номера страхового поліса (за необхідності).
- Засвідчувати печаткою лікаря не заповнені та не підписані лікарем рецептурні бланки.
- Виписувати в одному рецепті форми № 1 комбіновані лікарські засоби, у складі яких кількість наркотичних засобів, психотропних речовин чи прекурсорів перевищує гранично допустиму кількість.
- Виписувати на одному бланку лікарських засобів більше, ніж регламентовано Наказом 360.
- Скорочення близьких за найменуванням інгредієнтів через можливу плутанину.
- Робити в рецепті виправлення.
- Виписувати рецепти на окремі засоби для наркозу, опіоїдні аналгетики і нейролептики, антихолінергічні засоби, діагностичні терапевтичні і радіофармацевтичні препарати.

## Рецептурні скорочення
У медичній та фармацевтичній практиці при виписуванні рецепту дозволяється використання лише скорочень, затверджених Наказом 360:
- a.a. (ana partes aequales) — по, порівну;
- ac. acid. (acidum) — кислота;
- amp. (ampulla) — ампула;
- aq. (aqua) — вода;
- aq. pur. (Aqua purificata) — очищена вода;
- but. (butyrum) — масло (тверде);
- comp. (compositus (a, um) — складний;
- D. (Da, Detur, Dentur) — видай, нехай буде видано, нехай будуть видані;
- D. S. (Da Signa, Detur Signetur) — видай, познач нехай буде видано, позначено, видати, позначити;
- D. t. d. (Da (Dentur) tales doses) — видай (видати) такі дози;
- dil. (dilutus) — розведений;
- div. in. p. aeq. (Divide in partes aequales) — розділи на рівні частини;
- extr. (extractum) — екстракт, витяжка;
- f. (fiat (fiant) — нехай утвориться (утворяться);
- gtt., gtts. (gutta, guttae) — крапля, краплі;
- hb. (herba) — трава;
- inf. (infusum) — настій;
- in ampl. (In ampullis) — в ампулах;
- in tab. (In tabulettis) — у таблетках;
- linim. (linimentum) — рідка мазь, лінімент;
- liq. (liquor) — рідина;
- M. pil. (Massa pilularum) — пілюльна маса;
- M. (Misce, Misceatur) — змішай, нехай буде змішано, змішати;
- N. (numero) — число;
- ol. (oleum) — олія;
- pil. (pilula) — пілюля;
- P. aeq. (Partes aequeles) — рівні частини;
- pulv. (pulvis) — порошок;
- q. s. (Quantum satis) — скільки потрібно, скільки необхідно;
- r., rad. (radix) — корінь;
- Rp. (Recipe) — візьми;
- Rep. (Repete, Repetatur) — повтори, нехай буде повторено;
- rhiz. (rhizoma) — кореневище;
- S. (Signa, Signetur) — познач, нехай буде позначено;
- sem. (semen) — насіння;
- simpl. (simplex) — простий;
- sir. (sirupus) — сироп;
- sol. (solutio) — розчин;
- steril. (Aerilisa sterilisetur) — простерилізуй, нехай буде простерилізовано;
- supp. (suppositorium) — свічка, супозиторій;
- tab. (tabuletta) — таблетка;
- t-ra., tct. (tinctura) — настойка;
- ung. (unguentum) — мазь;
- vitr. (vitrum) — склянка;
- praecip. (praecipitatus) — осаджений.

Скорочення зазначаються лише латинською мовою.

## Особливості заповнення рецептів на лікарські засоби, що виготовляються в умовах аптеки
Рецепти на лікарські засоби, які виготовляються в аптеці, потрібно заповнювати в розгорнутому вигляді. На початку рецепта вказати назви наркотичних (психотропних) та отруйних лікарських засобів, далі — усі інші лікарські засоби (інгредієнти). Якщо доза наркотичних (психотропних), отруйних та сильнодіючих лікарських засобів перевищує вищу одноразову — медичний працівник зобов'язаний написати дозу цього засобу словами і поставити знак оклику.
Кількість твердих та сипучих лікарських засобів зазначається у грамах (0,001; 0,01; 0,5; 1,0), рідких — у мілілітрах, грамах, краплях. У разі потреби негайного відпуску хворому ліків у верхній частині рецепта проставляється позначка «cito» (швидко) або «statim» (негайно). На зворотньому боці рецептурного бланка проставляються штамп аптеки, номер лікарської форми індивідуального виготовлення. У графах «Перевірив», «Відпустив», «Прийняв», «Виготовив» зазначаються прізвища, ініціали та проставляються підписи фармацевтичних працівників, які заповнюють ці графи.

## Цікаві факти
- Авіценна на рецептах ліків, до складу яких входив опіум, робив відмітки. що тривале використання може викликати звикання.
- У Стародавньому Римі рецепт виписували кожному, хто відвідав лікаря. Римські ескулапи давали вказівку аптекарям щось на кшталт da, ut fiat videatur (вдай видимість). У такому випадку пацієнт отримував плацебо в вигляді підфарбованої води.
- Якщо в рецепті була фраза: лат. «Detur sub signo veneni» (Подається під знаком отрути), аптекар робив на пляшечці з ліками наклейку з трьома хрестами, «мертвою головою» і великим шрифтом позначав: «Отрута».
- На каву виписувався рецепт як на препарат від головного болю і нежиті.
- У Російській імперії за правилами відкриття аптек, враховувалось не лише число населення, яке обслуговується однією аптекою, а й кількість відпущених ліків за рецептом впродовж року.
- 80 % лікарських препаратів у країнах Євросоюзу призначаються і відпускаються за рецептом.
- Структура латинської частини рецепта дуже схожа в різних країнах, але загальноприйнятих стандартів виписки рецепта на ліки в світової практиці не існує.
- Відмінності написання рецептів в англомовних країнах: використання латинських скорочень в Сігнатурі, написання назв лікарських препаратів не в родовому, а в називному відмінку.